# Garáž

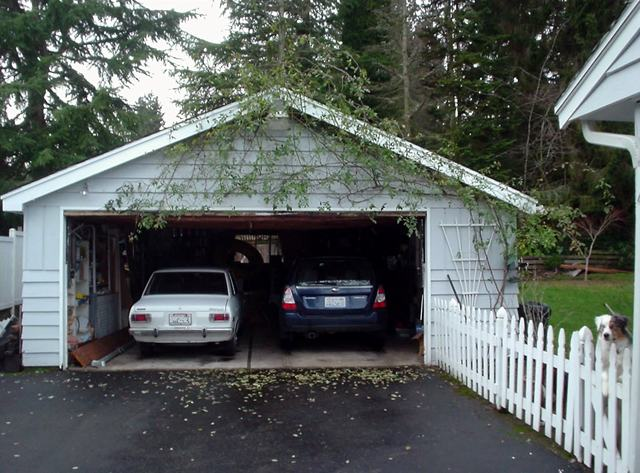
Typická americká garáž pro 2 auta

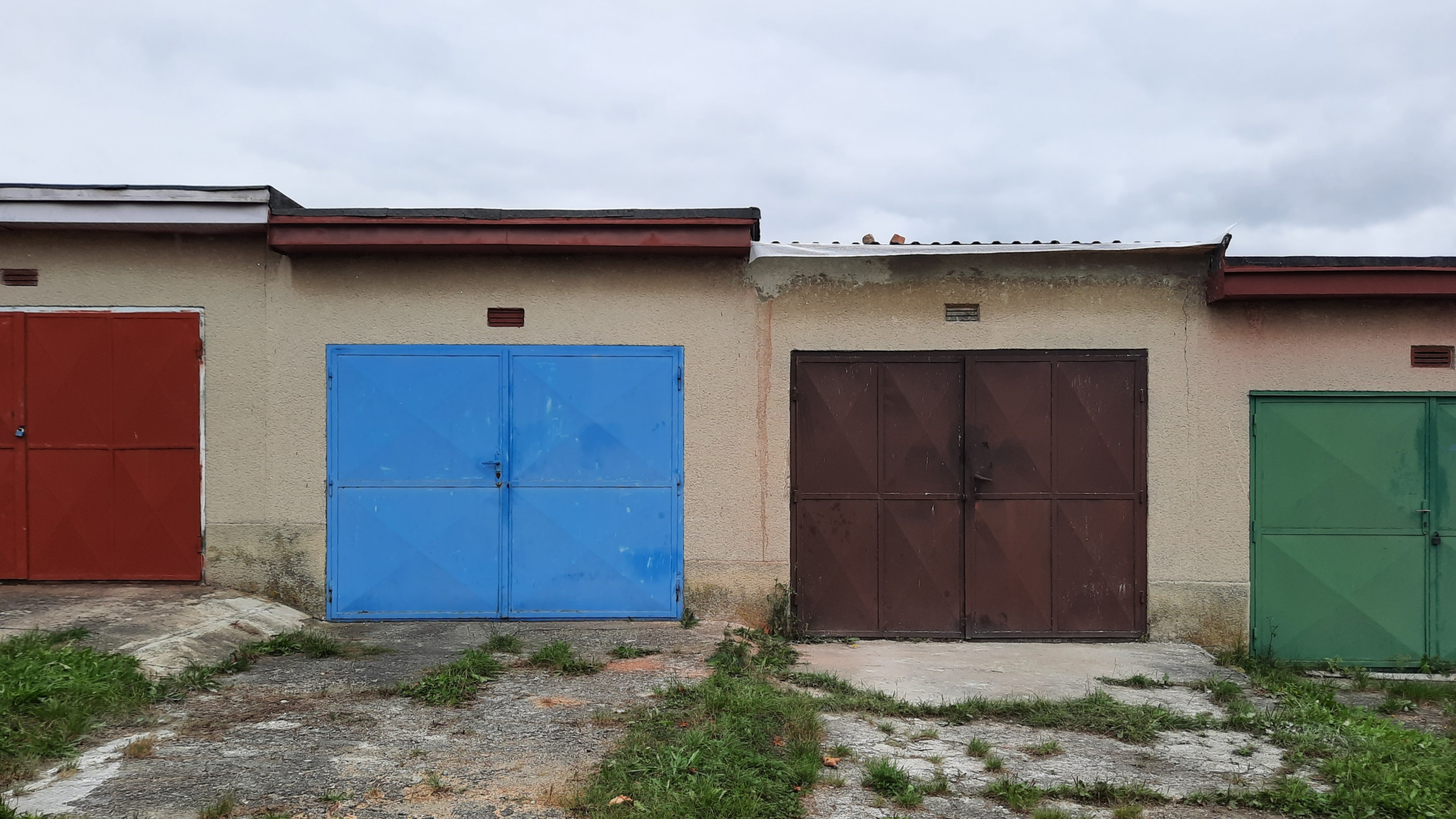
Typické české řadové garáže z éry socialismu

Garáž (z franc.) je samostatná místnost nebo stavba určená pro úschovu, kontrolu a drobnou údržbu motorových vozidel. Bývá umístěna v úrovni terénu nebo pod zemí. Pokud je dohromady spojeno více společných parkovacích míst, jedná se o hromadnou garáž. Takovéto garáže bývají rozděleny na jednotlivé kóje oddělené mřížemi nebo vytažitelným pletivem.
Ve velkých městech, na letištích a podobně se budují samostatné parkovací domy, víceposchoďové garáže se stovkami parkovacích míst. Vozy se do vyšších pater dopravují po nájezdové rampě, někdy také výtahem.
Garáž mívá vliv na technický stav vozidla; takto opečovávané vozidlo se označuje jako garážované.

## Autobusové garáže
Jedná se o specializované automobilové vozovny používaný užívané jednotlivými dopravci především pro autobusy. Tyto garáže bývají vybaveny dílnami a dalším technickým zázemím pro provádění rozsáhlejší údržby a drobnějších oprav jednotlivých vozidel.
Známe i garáže plechové, garáže betonové a garáže montované, dvougaráže nebo řadové garáže. V dnešní době se používají především tzv. garáže na klíč.